# Canottaggio ai Giochi della XVI Olimpiade - Singolo maschile
La competizione del singolo maschile dei Giochi della XVII Olimpiade si è svolta dal 23 al 27 novembre 1956 al bacino del lago Wendouree a Ballarat.

## Programma
| Data             | Round        | Note                                               |
| ---------------- | ------------ | -------------------------------------------------- |
| 23 novembre 1956 | 3 Batterie   | I primi 2 alle semifinali. I restanti ai recuperi. |
| 24 novembre 1956 | 2 Recuperi   | Il vincitore alle semifinali.                      |
| 26 novembre 1956 | 2 Semifinali | I primi 2 in finale.                               |
| 27 novembre 1956 | Finale       |                                                    |

## Risultati

### Batterie
| Pos. | Atleta            | Nazione          | Tempo  |
| ---- | ----------------- | ---------------- | ------ |
| 1    | Vjačeslav Ivanov  | Unione Sovietica | 7'26"1 |
| 2    | Stuart MacKenzie  | Australia        | 7'28"8 |
| 3    | James Roy Hill    | Nuova Zelanda    | 7'30"1 |
| 4    | Ferdinand Rabeder | Austria          | 7'36"0 |

| Pos. | Atleta                | Nazione    | Tempo  |
| ---- | --------------------- | ---------- | ------ |
| 1    | Perica Vlašić         | Jugoslavia | 7'31"3 |
| 2    | Klaus von Fersen      | Germania   | 7'34"4 |
| 3    | Stefano Martinoli     | Italia     | 7'36"5 |
| 4    | Nikos Khatzigiakoumis | Grecia     | 7'51"5 |

| Pos. | Atleta             | Nazione       | Tempo  |
| ---- | ------------------ | ------------- | ------ |
| 1    | Jack Kelly         | Stati Uniti   | 7'24"8 |
| 2    | Teodor Kocerka     | Polonia       | 7'28"1 |
| 3    | Thomas Anthony Fox | Gran Bretagna | 7'36"7 |
| 4    | Jorge Roesler      | Messico       | 8'24"3 |

### Recuperi
| Pos. | Atleta                | Nazione       | Tempo   |
| ---- | --------------------- | ------------- | ------- |
| 1    | James Roy Hill        | Nuova Zelanda | 8'29"9  |
| 2    | Nikos Khatzigiakoumis | Grecia        | 11'00"4 |
| -    | Jorge Roesler         | Messico       | Rit.    |

| Pos. | Atleta             | Nazione       | Tempo  |
| ---- | ------------------ | ------------- | ------ |
| 1    | Stefano Martinoli  | Italia        | 9'11"8 |
| 2    | Ferdinand Rabeder  | Austria       | 9'16"4 |
| 3    | Thomas Anthony Fox | Gran Bretagna | 9'31"6 |

### Semifinali
| Pos. | Atleta           | Nazione          | Tempo  |
| ---- | ---------------- | ---------------- | ------ |
| 1    | Vjačeslav Ivanov | Unione Sovietica | 9'02"7 |
| 2    | Teodor Kocerka   | Polonia          | 9'05"7 |
| 3    | James Roy Hill   | Nuova Zelanda    | 9'12"5 |
| 4    | Klaus von Fersen | Germania         | 9'23"2 |

| Pos. | Atleta            | Nazione     | Tempo  |
| ---- | ----------------- | ----------- | ------ |
| 1    | Jack Kelly        | Stati Uniti | 9'12"5 |
| 2    | Stuart MacKenzie  | Australia   | 9'19"5 |
| 3    | Perica Vlašić     | Jugoslavia  | 9'32"2 |
| 4    | Stefano Martinoli | Italia      | 9'35"7 |

### Finale
| Pos.    | Atleta           | Nazione          | Tempo  |
| ------- | ---------------- | ---------------- | ------ |
| Oro     | Vjačeslav Ivanov | Unione Sovietica | 8'02"5 |
| Argento | Stuart MacKenzie | Australia        | 8'07"7 |
| Bronzo  | Jack Kelly       | Stati Uniti      | 8'11"8 |
| 4       | Teodor Kocerka   | Polonia          | 8'12"9 |